# PBS Kids Go!
PBS Kids Go! fue un canal de televisión de la cadena de televisión pública estadounidense PBS, enfocado a transmitir programación educativa para niños de 6 y 13 años. Transmite el horario de las 2:00 p. m. a las 5:30 p. m. sólo de lunes a viernes.

## Historia
PBS Kids GO! fue lanzado en el 11 de octubre de 2004 cuando se transmite en la televisión de los anuncios con un estreno de Maya & Miguel junto con el canal hermano de PBS Kids.
El 7 de agosto de 2013, PBS anunció que la marca PBS Kids Go! se suspendería, con el Go! la programación se renombró en un nuevo diseño de marca universal en toda la programación infantil de PBS. El rediseño se introdujo dos meses después, el 7 de octubre de 2013, con el lanzamiento de Peg + Gato. PBS consideró el esfuerzo de nueve años para envejecer a su audiencia general con Go! esfuerzo para tener éxito, negando la necesidad de continuarlo más. Después del cierre, todos los programas se emitieron anteriormente en PBS Kids Go! El bloque se trasladó al bloque principal de PBS Kids y se transmitió con la marca PBS Kids y casi todas las referencias a PBS Kids Go! fueron eliminados.

## Programación

### Primeros años
- Arturo (Arthur)
- Cyberchase
- Los viajes de Bustelo (Postcard from Buster)
- Maya y Miguel (Maya & Miguel)
- ZOOM

### Actualmente
- Animalia
- Aventuras con los Kratt (Wild Kratts)
- Biz Kid$
- Chica Supersabia (WordGirl)
- Design Squad
- DragonflyTV
- FETCH! with Ruff Ruffman
- Martha Habla (Martha Speaks)
- SciGirls
- The Electric Company
- Wishbone

### Programas en línea
- Fizzy, el Chef Loco
- Go for It!
- The Greens
- Wilson & Ditch: Digging America
- Oh! Noah
- Chuck Vanderchuck's something something explosion!
- los niños nocturnos (serie animada)